# Dudanus pallidus
Dudanus pallidus är en insektsart som beskrevs av Dlabola 1956. Dudanus pallidus ingår i släktet Dudanus och familjen dvärgstritar. Inga underarter finns listade i Catalogue of Life.